# Scared to Death
Ne pas confondre avec le film Scared to Death de William Malone, sorti en 1981.
Pour plus de détails, voir Fiche technique et Distribution.
Scared to Death (parfois traduit par Mort de peur) est un film fantastique américain réalisé par Christy Cabanne, sorti en 1947.

## Synopsis
Allongé sur le brancard d'une morgue, le cadavre d'une jeune femme nous narre, en voix intérieure, le récit étrange de son meurtre, dans lequel interviennent un hypnotiseur, un nain et un mystérieux personnage au masque bleu.

## Fiche technique
- Titre original : Scared to Death
- Titre français : Mort de peur (titre vidéo)
- Réalisation : Christy Cabanne
- Scénario : Walter Abbott, d'après la pièce de théâtre Murder on the Operating Table de Frank Orsino
- Musique : Carl Hoefle et James Mayfield (non crédité)
- Direction artistique : Harry Heif
- Photographie : Marcel Le Picard
- Son : Glen Glenn
- Montage : George McGuire
- Directeur de production : Walt Maddox
- Société de production : Golden Gate Pictures
- Société de distribution : Screen Guild Productions
- Pays de production :  États-Unis
- Langues originales : anglais américain, hongrois
- Format : couleur (Cinecolor (en)) – 35 mm – 1,37:1 – son : mono
- Genre : fantastique
- Durée : 67 minutes
- Dates de sortie :
  - États-Unis : 1er février 1947
  - France : 11 août 1948

## Distribution
- Béla Lugosi : Prof. Leonide
- George Zucco : Dr Josef Van Ee
- Nat Pendleton : 'Bill 'Bull' Raymond
- Molly Lamont : Laura Van Ee
- Joyce Compton : Jane Cornelli

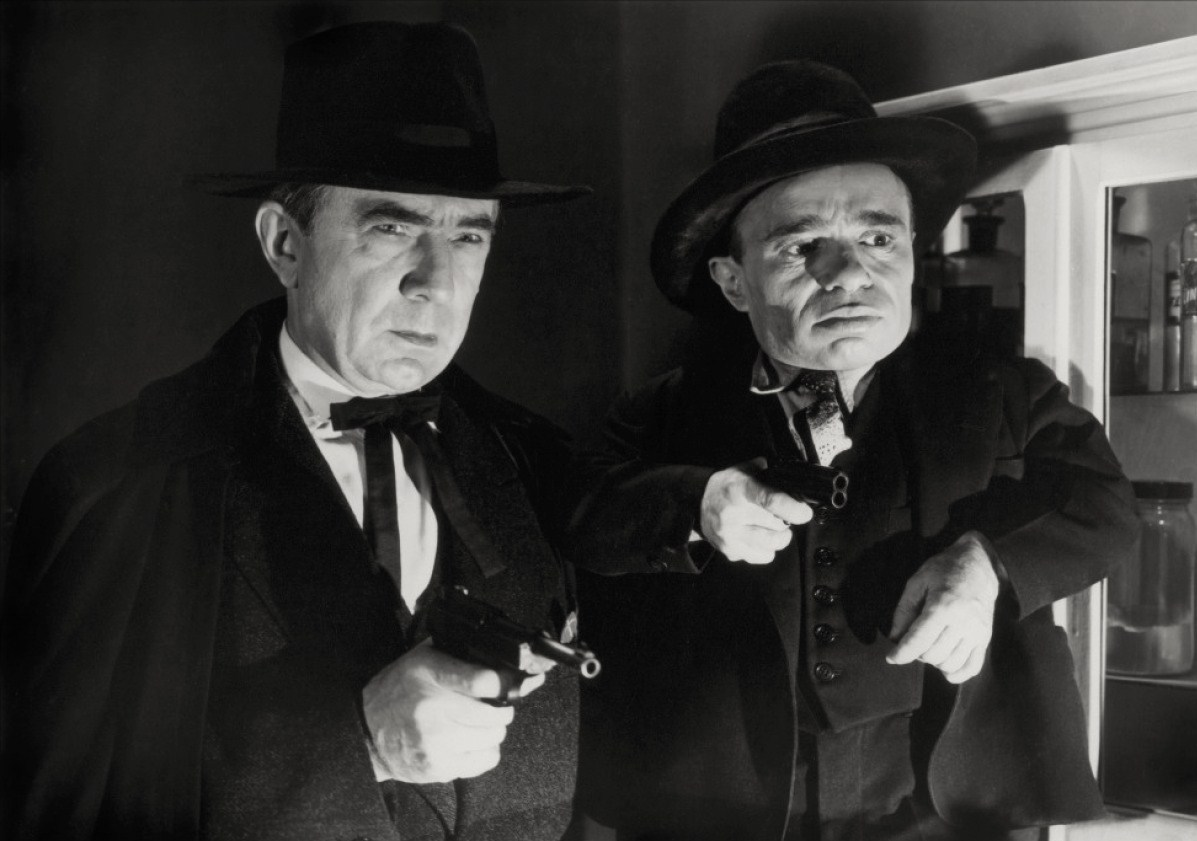
Béla Lugosi et Angelo Rossitto (photo promotionnelle)

- Gladys Blake : Lilly Beth (la bonne)
- Roland Varno : Ward Van Ee
- Douglas Fowley : Terry Lee
- Stanley Andrews : pathologiste
- Angelo Rossitto : Indigo
- Lee Bennett : René le tueur
- Stanley Price : légiste
- Dorothy Christy : Mme Williams (non créditée)

## Autour du film
- Il s'agit de l'unique film en couleurs (Cinecolor (en)) dans lequel le comédien Béla Lugosi tiendra le rôle principal (Il était déjà apparu plus furtivement dans Nuits viennoises en 1930 , un film tourné en technicolor bichrome).

- À la suite d'une négligence concernant les droits d'exploitation, le film est définitivement entré dans le domaine public sur le territoire américain. De ce fait, une innombrable série de DVD, à la qualité de transfert souvent médiocre, a été éditée sous les labels les plus divers.

- Dans la scène où Indigo le nain écrase le pied de Raymond qui vient de l'insulter, le professeur Leonid (Bela Lugosi) vilipende le petit homme, en hongrois dans le texte, par une formule que l'on pourrait traduire ainsi : « Qu'est-ce que tu as encore fait ? Ça suffit, tiens-toi tranquille ! Assieds-toi là et ne bouge plus ! ».